# Stoker (film)
Stoker – amerykańsko-brytyjski film fabularny wyprodukowany w 2013 roku. Film, w oparciu o scenariusz autorstwa aktora Wentwortha Millera, wyreżyserował Park Chan-wook. W rolach głównych wystąpili Mia Wasikowska, Nicole Kidman i Matthew Goode.

## Fabuła
Ojciec kilkunastoletniej Indii Stoker ginie w tajemniczym wypadku samochodowym. Wkrótce potem do wielkiego, położonego na odludziu domu, w którym dziewczyna mieszka wraz z niezrównoważoną matką, wprowadza się brat zmarłego, wuj Charlie. India nie wiedziała dotąd o jego istnieniu. Początkowo jest zafascynowana Charliem, szybko jednak nabiera podejrzeń co do jego intencji...

## Nagrody i wyróżnienia
- 2014, Central Ohio Film Critics Association:
  - nominacja do nagrody COFCA w kategorii najbardziej przeoczony film
- 2014, Fangoria Chainsaw Awards:
  - nominacja do nagrody Chainsaw w kategorii najlepszy film dystrybuowany niskim nakładem
  - nominacja do nagrody Chainsaw w kategorii najlepszy scenariusz (wyróżniony: Wentworth Miller)
  - nominacja do nagrody Chainsaw w kategorii najlepsza aktorka (Mia Wasikowska)
  - nominacja do nagrody Chainsaw w kategorii najlepszy aktor drugoplanowy (Matthew Goode)
- 2014, London Critics Circle Film Awards:
  - nominacja do nagrody ALFS w kategorii techniczne osiągnięcie roku (Kurt Swanson i Bart Mueller, kostiumografowie)
- 2013, Golden Trailer Awards:
  - nominacja do nagrody Golden Trailer w kategorii najlepszy thriller
  - nominacja do nagrody Golden Trailer w kategorii najbardziej oryginalny zwiastun
- 2013, Key Art Awards:
  - nagroda Key Art (3. miejsce) w kategorii najlepszy zwiastun